# Connection Machine

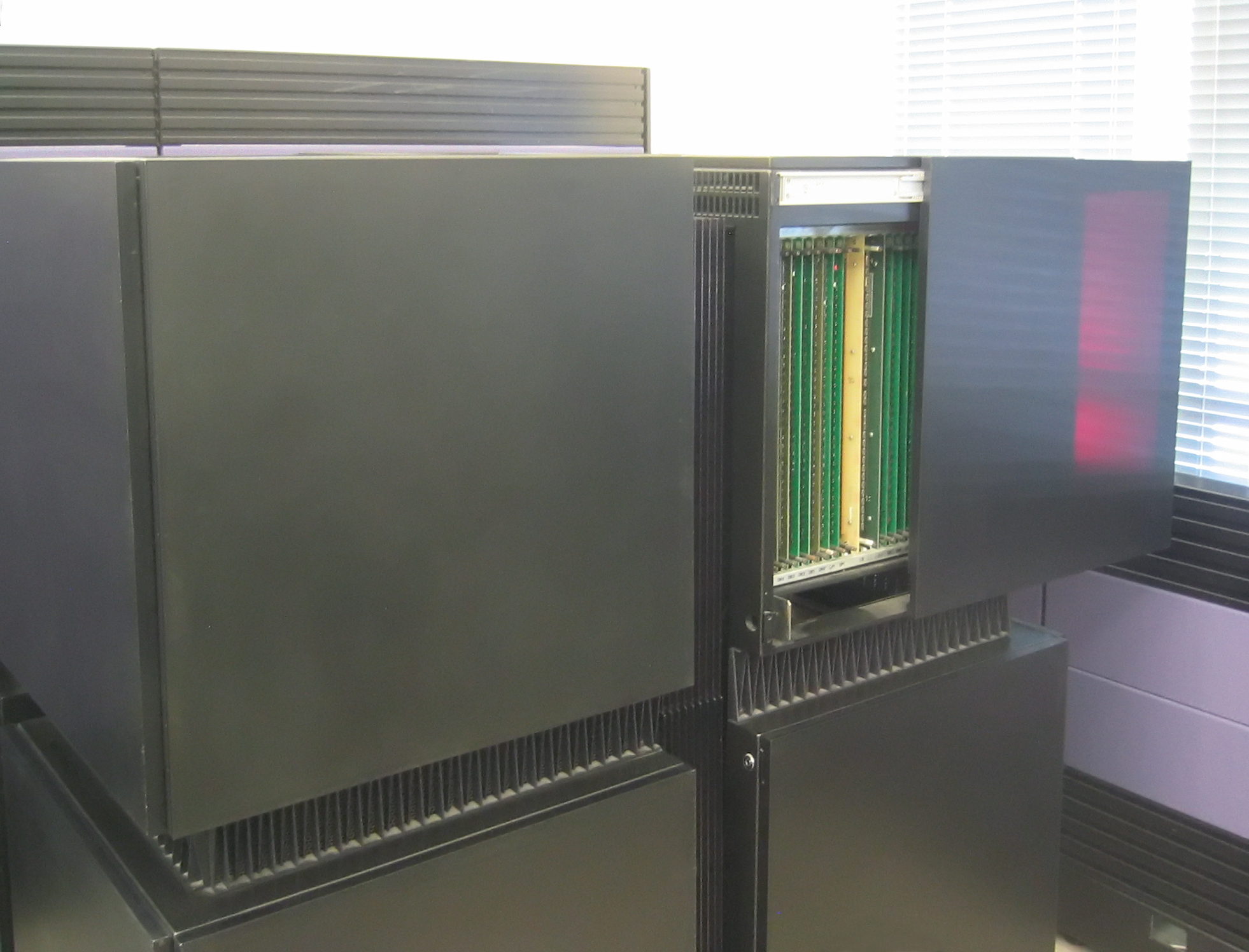
Eine CM-2 im Computer Museum in San Jose.

Die Connection Machine war eine Baureihe von Parallelrechnern, die von 1983 bis 1991 von dem amerikanischen Unternehmen Thinking Machines (dt. denkende Maschinen) hergestellt wurde.

## Entstehung
Das Konzept der Connection Machine stammt von Danny Hillis vom Massachusetts Institute of Technology (MIT). Zusammen mit Sheryl Handler gründete er 1983 das Unternehmen Thinking Machines, die Entwicklung der Rechner wurde durch Venture-Kapital und das amerikanische Verteidigungsministerium (DARPA) finanziert und später durch das Programm High Performance Computing and Communication (HPCC) gefördert. Im August 1993 musste Thinking Machines Insolvenz nach Chapter 11 anmelden.

## Bauweise und Varianten
Die erste Connection Machine war ein massiv paralleles System mit bis zu 65536 1-Bit Prozessoren. Jeder Prozessor konnte mit 20 anderen über ein Hypercube-Verbindungsnetzwerk direkt kommunizieren. Die Prozessorknoten verfügten über eigenen Hauptspeicher und arbeiteten zunächst nach dem SIMD-Prinzip.
Die CM-1 (1983) war vorwiegend zur Lösung von Problemen aus dem Bereich der Künstlichen Intelligenz konzipiert. Deswegen wurde *Lisp (auch Star Lisp, eine parallele Erweiterung von Common Lisp) zur Programmierung verwendet.
Mit der CM-2 (1987) wurde die Connection Machine auch für numerische Verfahren interessant, je 32 Prozessorknoten teilten sich einen Koprozessor (Weitek 3132), als Interface zu diesem kam ein sogenannter SPRINT-Chip zum Einsatz, welcher u. a. die Fähigkeit hatte, aus den 32 1-Bit-Prozessorknoten eine 32-Bit-Zahl zu generieren.  Zusammen erbrachten die Prozessorknoten eine Leistung bis neun (theoretisch 20) GFLOP (zum Vergleich, ein normaler PC mit einem Pentium-4-Prozessor bei einer Taktfrequenz von drei Gigahertz kann nach Angaben von IBM etwa sechs GFLOPS erreichen). Die CM-2a war eine kleinere Variante mit 4096 bzw. 8192 Prozessoren, die CM-200 war eine Weiterentwicklung der CM-2.
Außerdem konnte mit der Einführung der CM-2 diese auch über C* (eine parallele Erweiterung von C) und CM Fortran programmiert werden.
Ein Wechsel der Rechnerarchitektur in Richtung MIMD erfolgte dann 1991 mit der CM-5. Sie bestand aus einem Fat-Tree-Verbindungsnetzwerk von SPARC-Prozessoren. Bei der CM-5E wurden die SPARC-V7-Prozessoren schließlich durch SuperSPARC-Prozessoren ersetzt.
Während Connection Machines über Frontend-Computer (Symbolics, VAX und später auch SPARCstations) genutzt wurden, war CM-5 die erste Connection Machine, auf der auch ein eigenes Betriebssystem, genannt CMost, lief, welches auf SunOS basierte, dieses wurde jedoch nur auf Kontrollprozessoren eingesetzt, welche Benutzer Logins und Netzwerkservices bereitstellten. Auf den einzelnen Prozessorelementen lief ein kleines Mikrokernel-Betriebssystem, das beim Start aus einem ROM geladen wurde und Basisfunktionen zum Annehmen und Ausführen von Jobs bereitstellte.

## Design

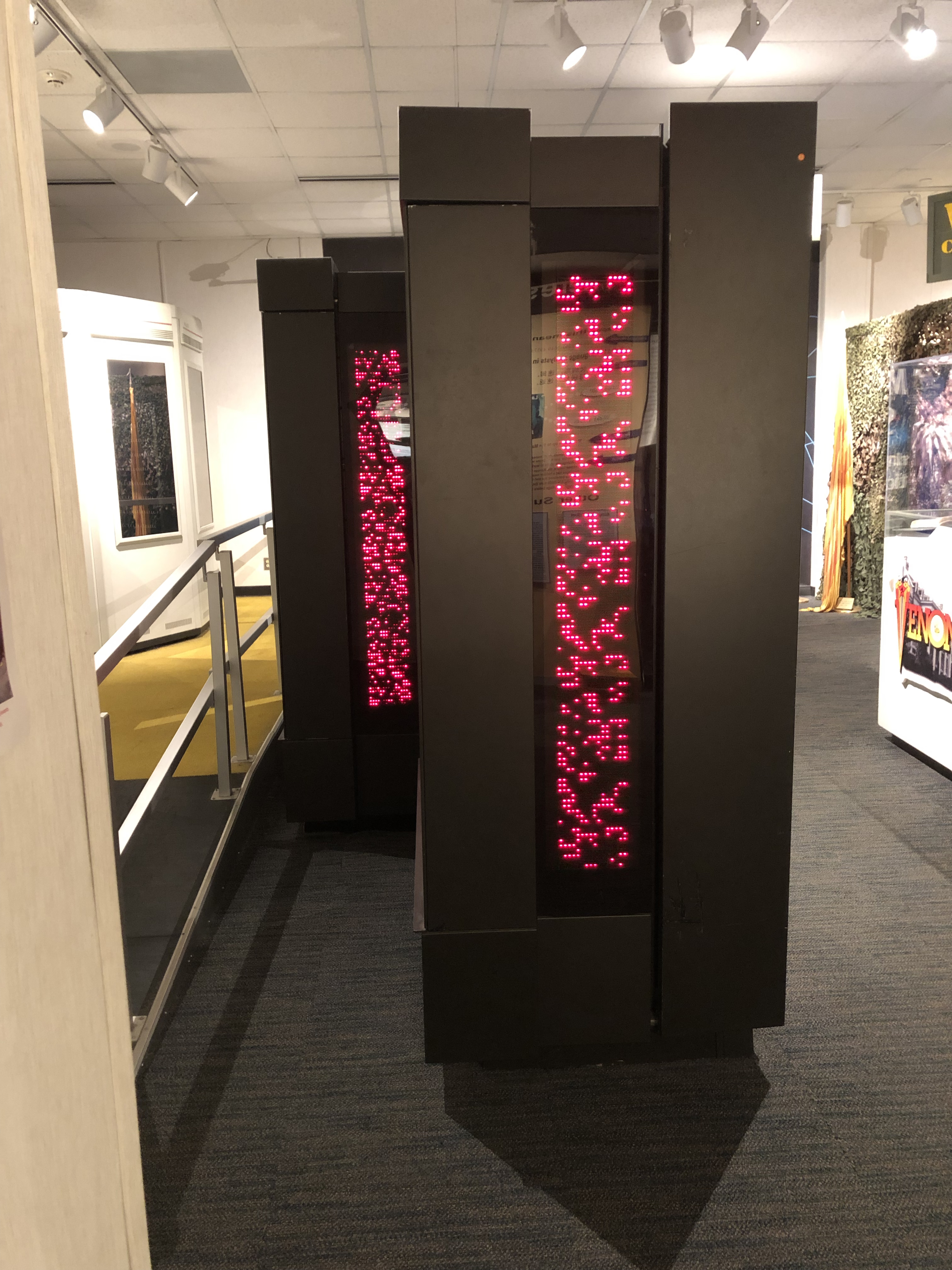
Die CM‑5 ist heute im National Cryptologic Museum ausgestellt.

Die Connection Machine fiel auch durch ihr Design auf. Das Gehäuse war ein großer Block, meist würfelförmig. An der Vorderseite befanden sich Gruppen von roten Leuchtdioden; für jeden Prozessor stand eine Leuchtdiode. Das Blinken der Leuchtdioden signalisierte die Aktivität der einzelnen Prozessorknoten. Eine CM-5 sieht man im Film Jurassic Park (1993).